# Capitania de Santana
A capitania de Santana foi uma das subdivisões administrativas do território brasileiro no período colonial da América Portuguesa (1500-1815), criada em 1534 junto com mais treze regiões hereditárias (1534–1548), entregues pelo rei de Portugal, Dom João III, a donatários em regime de hereditariedade.
Esta capitania possuía 40 léguas e começava na baía de Paranaguá e se estendia até Laguna (Santa Catarina). Era a capitania que estava localizada mais ao sul do Brasil, limitada a oeste pela linha do tratado de Tordesilhas, e a leste pelo Oceano Atlântico.
Pertencia a Pero Lopes de Sousa e seus sucessores - que obtiveram a Capitania de São Vicente com o ganho de causa no litígio Vimieiro-Monsanto.
Foi pelos vicentinos desbravada e colonizada, tendo como consequência o surgimento de São Francisco do Sul e Nossa Senhora do Desterro (atual Florianópolis), entre outros núcleos de povoamento.
Em 1656 foi sucedida pela Capitania de Paranaguá, fundada pelo Marquês de Cascais.
Pernambuco e São Vicente foram as únicas capitanias que prosperaram no período colonial.

## História

### Antecedentes
A colonização européia na América foi efetivamente iniciada em 1534, quando o rei Dom João III dividiu o território em quatorze capitanias hereditárias (administração do território colonial português) que foram doadas a doze capitães-donatários (vassalos), que podiam explorar os recursos da terra, mas em contra-partida deveriam povoar e proteger as regiões, onde os direitos e deveres dos donatários eram regulamentados pelas Cartas de Foral.
O sistema de capitanias já era empregado pelo Império Português nas ilhas da Madeira e de Cabo Verde desde o século XV. Em carta dirigida a Martim Afonso de Sousa em 1532, Dom João III comunicou a decisão de dividir o território português, assim em 1534 efetivou as primeiras doações.
Existem três possíveis fatores para a adoção do sistema de capitanias no Brasil: uma resposta da monarquia portuguesa ante a ameaça da França ao seu projeto de domínio na América; transferência dos gastos com a colonização que deixavam de ser do Estado e passavam para os donatários, favorecendo a Coroa em um contexto de escassez de recursos; conversão da população nativa ao cristianismo, dando continuidade ao ideal da Cruzadas.